# Pycnomerus seychellensis
Pycnomerus seychellensis es una especie de coleóptero de la familia Zopheridae.

## Distribución geográfica
Habita en las Seychelles.